# Котіс I (династ сапеїв)
Котіс I (д/н — 48 до н.е.) — династ фракійців-сапеїв (Південна Фракія). Є фактичним засновником Сапейського царства.

## Життєпис
Син Реметалка, вождя фракійського племені сапеїв. Про діяльність Котіса відомо замало. Приблизно наприкінці 70-х років до н. е. стає вождем сапеїв. Був союзником Риму. відзначився на боці римлян у Третій Мітрідатовій війні та війнах проти фракійських племен бессів та медів — союзників понтійського царя Мітрідата VI, які точилися у 60-х роках до н. е.
57 року до н. е. завдяки цьому отримав титул династа (або був визнаний таким), що передбачало володіння землями не лише власного племені, а існування власної державності. Низка дослідників вважає Котіса I царем, проте титул не було визнано Римом. На час смерті йому підкорялися землі до гирла Нести, племена корпілів, апсінтіїв та бреннів (можливо, нащадків кельтів), тобто нижня та середня течія Гебру.
У 49 році до н. е. з початком боротьби за владу між Гаєм Юлієм Цезарем та Гнеєм Помпеєм Магном підтримав останнього. У 48 році до н. е. розпорядився надати війська Помпею, але цей наказав виконали вже сини Рескупорід I і Раск, оскільки того ж року Котіс I помер.